# Hrabstwo Texas (Missouri)
Hrabstwo Texas (ang. Texas County) – hrabstwo w stanie Missouri w Stanach Zjednoczonych. Obszar całkowity hrabstwa obejmuje powierzchnię 1 179,24 mil2 (3 054 km²). Według danych z 2010 r. hrabstwo miało 26 008 mieszkańców. Hrabstwo powstało 14 lutego 1845 roku, a swą nazwę wywodzi od Republiki Teksasu.

## Sąsiednie hrabstwa
- Hrabstwo Pulaski (północ)
- Hrabstwo Phelps (północ)
- Hrabstwo Dent (północny wschód)
- Hrabstwo Shannon (wschód)
- Hrabstwo Howell (południe)
- Hrabstwo Douglas (południowy zachód)
- Hrabstwo Wright (zachód)
- Hrabstwo Laclede (północny zachód)

## Miasta
- Cabool
- Houston
- Licking

## Wioski
- Plato
- Raymondville